# Janusz Gajos

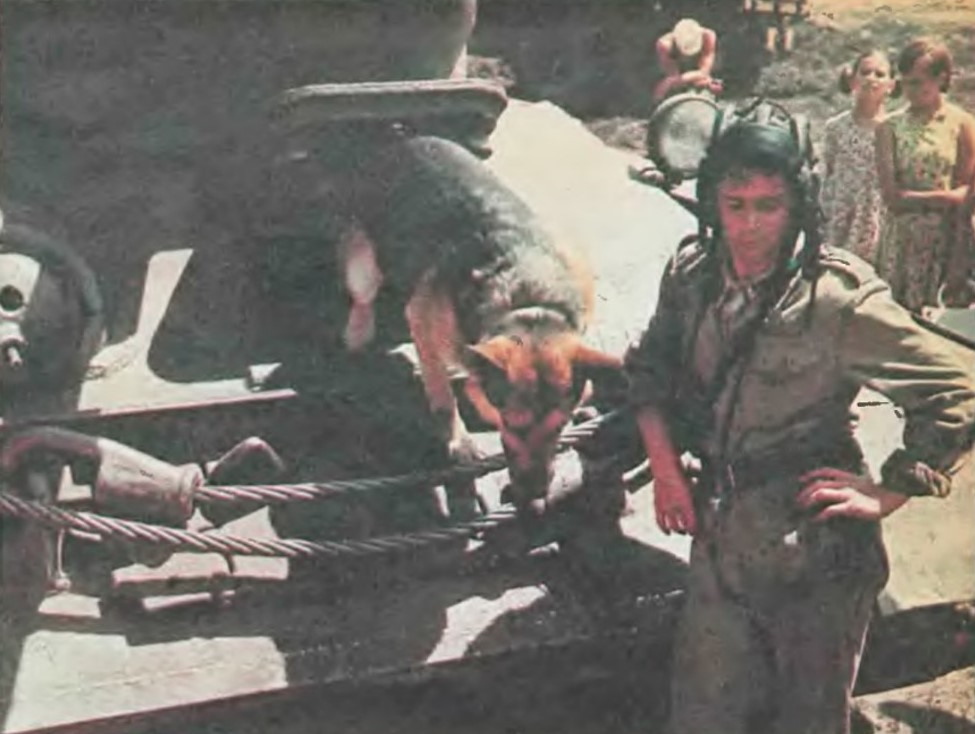
Gajos z psem Szarikiem na planie serialu Czterej pancerni i pies (1969)

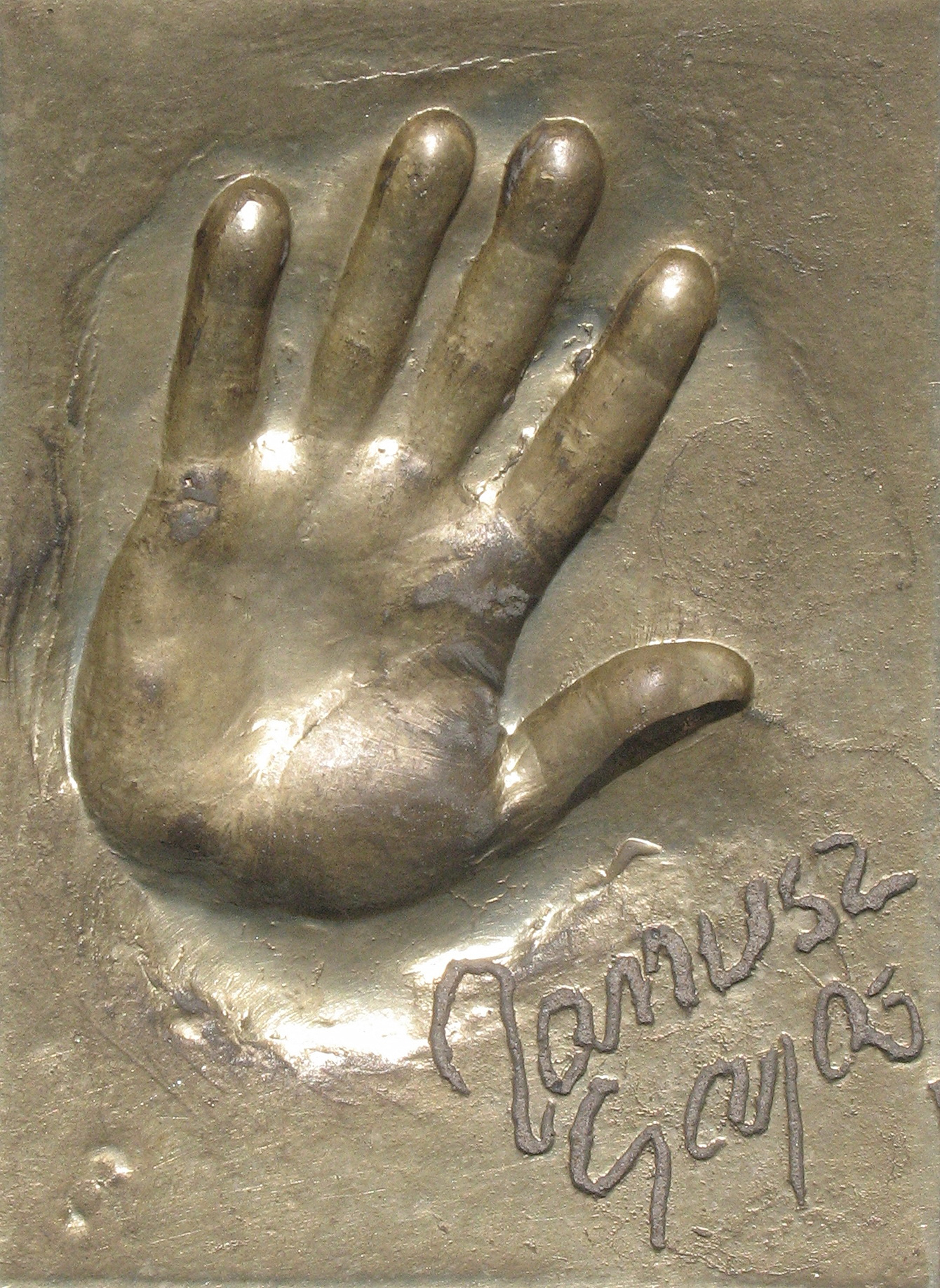
Odcisk dłoni i podpis Gajosa w Alei Gwiazd w Międzyzdrojach

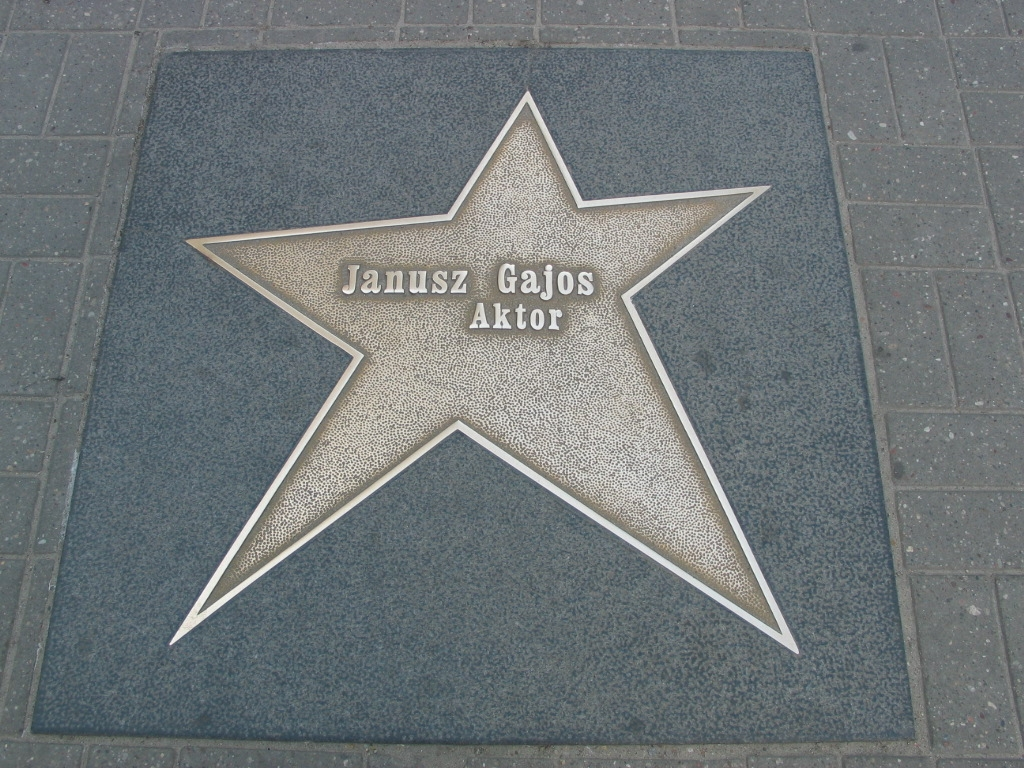
Gwiazda Janosa w łódzkiej Alei Gwiazd

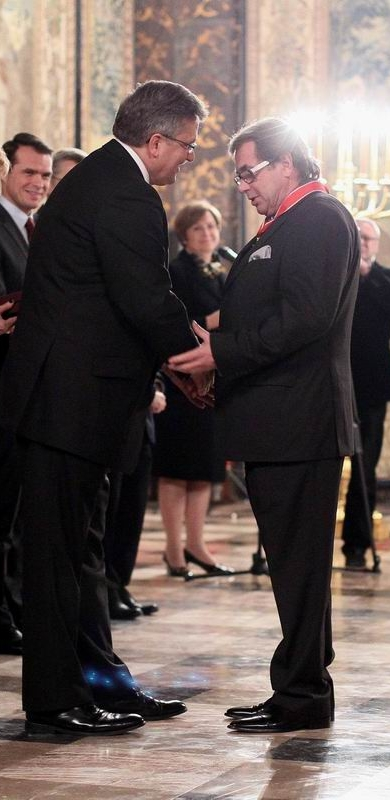
Gajos z prezydentem Bronisławem Komorowskim (2011)

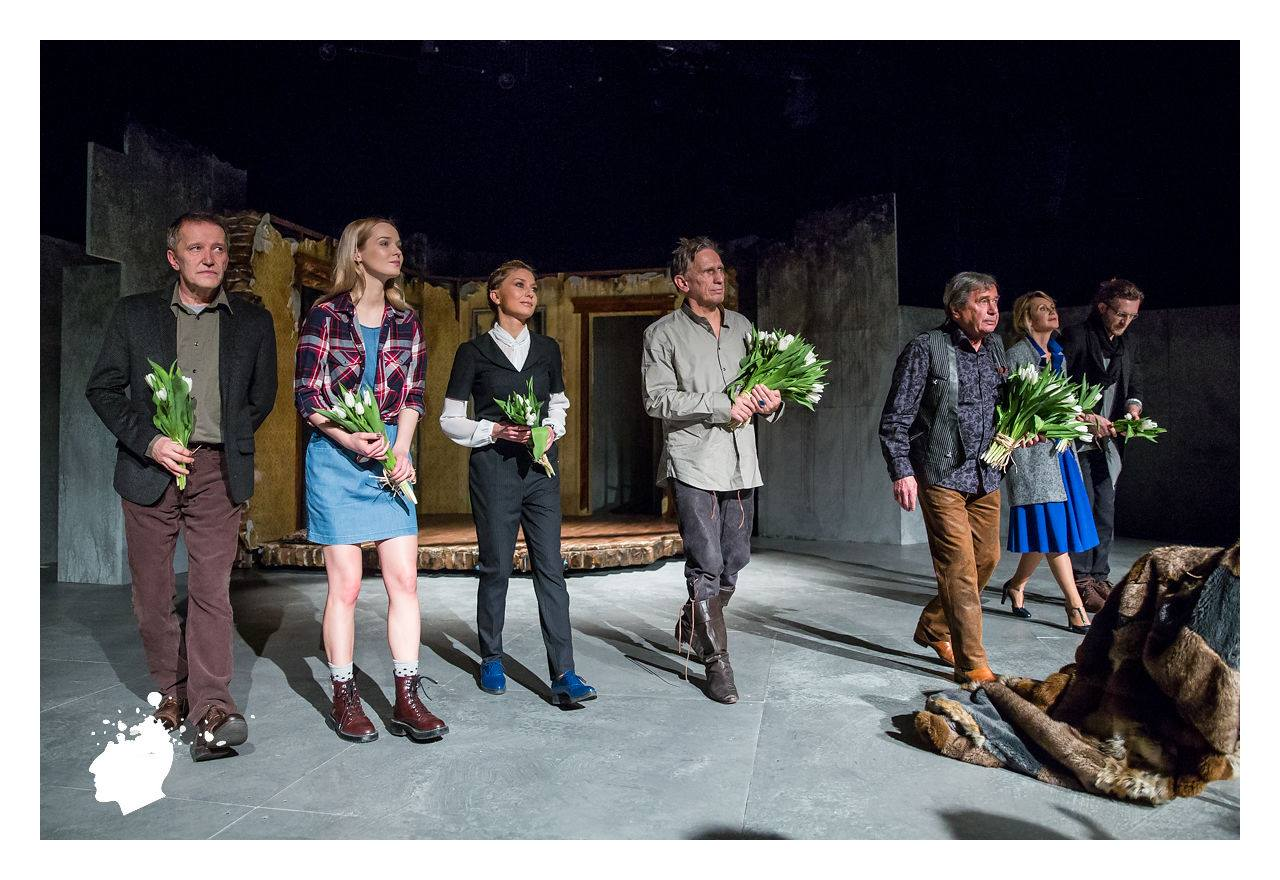
Gajos (trzeci z prawej) w sztuce „Garderobiany” Ronalda Harwooda w reżyserii Adama Sajnuka, spektakl Teatru Narodowego w Warszawie (2020)

Janusz Jerzy Gajos (ur. 23 września 1939 w Dąbrowie Górniczej) – polski aktor teatralny i filmowy; profesor sztuk teatralnych, pedagog i fotograf.
Uznawany za jednego z najwybitniejszych polskich aktorów. Laureat wielu wyróżnień, w tym nagród publiczności i odznaczeń. Sześciokrotny zdobywca prestiżowej filmowej nagrody „Orły” i nagród przyznawanych przez jury festiwalu Polskich Filmów Fabularnych w Gdyni. Laureat pięciu Wiktorów i jednego Super Wiktora – nagród, którymi honorowane są wybitne osobowości małego ekranu. W 2015 podczas otwarcia 40. Festiwalu Filmów Polskich w Gdyni otrzymał statuetkę Diamentowych Lwów – nagrodę publiczności biorącej udział w plebiscycie na najlepszego polskiego aktora czterdziestolecia.
Wystąpił w filmach reżyserów, takich jak m.in. Ryszard Bugajski (Przesłuchanie, Układ zamknięty, Zaćma), Janusz Zaorski (Piłkarski poker, Szczęśliwego Nowego Jorku), Wojciech Marczewski (Ucieczka z kina „Wolność”, Czas zdrady, Weiser) i Filip Bajon (Wahadełko, Limuzyna Daimler-Benz, Poznań '56, Kamerdyner). W teatrze reżyserowali go m.in. Jan Englert (Władza, Iwanow, Udręka życia) i Olga Lipińska (Żabusia, Świecznik, Przedstawienie „Hamleta” we wsi Głucha Dolna).

## Życiorys

### Rodzina i edukacja
Kiedy miał 11 lat, zamieszkał z rodzicami w Będzinie, gdzie ukończył szkołę podstawową i w 1957 zdał maturę w III Liceum Ogólnokształcącym. Zawodu aktora uczył się w Teatrze Dzieci Zagłębia pod opieką Jana Dormana. W latach 1960–1961 odbył służbę wojskową.
Trzykrotnie bez powodzenia starał się o przyjęcie do Państwowej Wyższej Szkoły Filmowej, Telewizyjnej i Teatralnej im. Leona Schillera w Łodzi, do której został przyjęty dopiero w 1961. Szkołę ukończył w 1965, ale dyplom uzyskał dopiero w 1971. W 2008 otrzymał tytuł profesora sztuk teatralnych. 7 października 2016 został uhonorowany tytułem doktora honoris causa PWSFTviT w Łodzi.

### Kariera zawodowa
W 1957 znalazł zatrudnienie w Teatrze Dzieci Zagłębia w Będzinie, w którym był pracownikiem technicznym i tworzył lalki. Jako aktor zadebiutował rolą Pietrka w filmie Marii Kaniewskiej Panienka z okienka (1964). W latach 1965–1970 występował w Teatrze im. Stefana Jaracza w Łodzi. Ogólnopolską popularność zyskał dzięki roli Janka Kosa w serialu wojennym Czterej pancerni i pies (1966–1970). Z uwagi na ogromny sukces serialu przez kilka kolejnych lat był utożsamiany wyłącznie ze swoją ekranową postacią, przez co nie otrzymywał interesujących propozycji aktorskich, poza epizodycznymi rolami w kilku produkcjach.
Za główną rolę chłoporobotnika Józefa Mikułę, który w loterii wygrywa milion złotych, w filmie obyczajowym Sylwestra Szyszki Milioner (1977) otrzymał nagrodę za najlepszą rolę męską na 4. Festiwalu Polskich Filmów Fabularnych w Gdańsku. Za główną rolę przewlekle chorego Michała Szmańdy w dramacie psychologicznym Filipa Bajona Wahadełko (1981) otrzymał nagrodę za pierwszoplanową rolę męską na 6. Festiwalu Polskich Filmów Fabularnych w Gdyni. Został nagrodzony również na 15. edycji tego festiwalu za rolę majora UB „Kąpielowego” w dramacie politycznym Ryszarda Bugajskiego Przesłuchanie (1989) i cenzora Rabkiewicza w komediodramacie Wojciecha Marczewskiego Ucieczka z kina „Wolność” (1990).
Od 1970 gra w teatrach warszawskich: Komedia (1970–1971), Polskim (1971–1974), Kwadrat (1974–1980), Dramatycznym (1980–1984), Powszechnym (od 1984) i Narodowym (2003–2022), w którym występował m.in. w autorskim monodramie Msza za miasto Arras. Od 1986 wystąpił w wielu spektaklach Teatru Telewizji. Występował w roli Tureckiego w odcinkach Kabaretu Olgi Lipińskiej i w skeczach programu telewizyjnego Kabaretu Dudek W telewizyjnej kawiarni.
W 2003 został wykładowcą PWSFTviT w Łodzi, a w 2006 – członkiem rady programowej Fundacji Centrum Twórczości Narodowej.
Zajmuje się fotografią, w 2002 zorganizował w Katowicach pierwszą wystawę swoich zdjęć.

## Życie prywatne
Czterokrotnie żonaty: z Zoją; z aktorką Ewą Miodyńską; z realizatorką telewizyjną Barbarą Nabiałczyk, z którą ma jedyną córkę Agatę (ur. 1980); z Elżbietą Brożek. Mieszka w Warszawie.
Został członkiem honorowego komitetu poparcia Bronisława Komorowskiego przed przyspieszonymi wyborami prezydenckimi w Polsce w 2010 i przed wyborami prezydenckimi w 2015.

## Filmografia
- 1964: Panienka z okienka – Pietrek
- 1964: Obok prawdy – Zyga
- 1965: Kapitan Sowa na tropie – listonosz (odc. 3)
- 1966: Bariera – tramwajarz niosący bohaterkę na drzwiach z literą „E”
- 1966: Bicz boży – funkcjonariusz MO Kleń
- 1966–1970: Czterej pancerni i pies – Janek Kos
- 1966: Powrót na ziemię – żołnierz eskortujący rannego mówcę
- 1966: Szyfry – zakonnik w klasztorze Cystersów
- 1967: Cyrograf dojrzałości – aktor Janek
- 1967: Stajnia na Salvatorze – Michał Słowiński
- 1967: Zwariowana noc – partyzant słowacki Stanko
- 1970: Mały – Julek „Mały”
- 1970: Wakacje z duchami – asystent profesora „Antoniusz”
- 1971: Kocie ślady – por. MO Wojciech Góralczyk
- 1972: Dary magów – Julek
- 1974: Karino – Janczar
- 1974: Zaczarowane podwórko – milicjant
- 1975–1977: Czterdziestolatek – Antek Sławek (odc. 9 i 19)
- 1975: Beniamiszek – handlarz
- 1976: Bezkresne łąki – inspektor
- 1976: Karino – Janczar
- 1976: Mgła – oficer informacji
- 1977: Milioner – Józef Mikuła
- 1977: Niedziela pewnego małżeństwa w mieście przemysłowym średniej wielkości – brat Witolda
- 1978: Co mi zrobisz, jak mnie złapiesz? – kierownik delikatesów
- 1979: Dyrygent – dygnitarz z Warszawy
- 1979: Kung-fu – redaktor naczelny Maciek
- 1979: Pełnia – Janek
- 1980: Kontrakt – Bolesław Bartoszuk, ojciec Lilki
- 1980–1981: Fortele Jonatana Koota – Eryk Kowalik (głos)[25]
- 1981: Człowiek z żelaza – zastępca szefa Radiokomitetu
- 1981: Z dalekiego kraju – dyrektor huty
- 1981: Wahadełko – Michał Szmańda
- 1981: Limuzyna Daimler-Benz – Kuschmerek
- 1981: Wojna światów – następne stulecie – robotnik z wodociągów
- 1982: Gwiezdny pył – sąsiad Jabłonka
- 1982: Nieciekawa historia – Aleksander Gnekker
- 1982: Przesłuchanie – major UB „Kąpielowy”
- 1983: Alternatywy 4 – Jan Winnicki, działacz partyjny
- 1983: Stan wewnętrzny – Jakub Jasiński, komandor jachtklubu Stoczni Gdańskiej
- 1983: Wedle wyroków twoich... – kierowca
- 1984: Idol – Józef Winiecki, redaktor naczelny
- 1984: Przemytnicy – Józef Trofida
- 1984: Rok spokojnego słońca – szef szabrowników
- 1986: Big bang – Janek
- 1988: Dekalog IV – Michał
- 1988: Mistrz i Małgorzata – Nieznajomy (odc. 3)
- 1988: Piłkarski poker – sędzia piłkarski Jan Laguna
- 1990: Ucieczka z kina „Wolność” – cenzor Rabkiewicz
- 1991: Panny i wdowy – adwokat Andrzej Obłuka (odc. 3)
- 1992: Kiedy rozum śpi – Cinqueda
- 1992: Psy – b. mjr SB „Siwy” Gross
- 1992: Szwadron – rotmistrz Jan Dobrowolski
- 1993: 40-latek. 20 lat później – Antek Sławek (odc. 8, 9 i 12)
- 1993: Straszny sen Dzidziusia Górkiewicza – radny Niezgoda
- 1993: Trzy kolory: Biały – Mikołaj
- 1994: Śmierć jak kromka chleba – przewodniczący samorządu pracowniczego Miodek
- 1994: Zespół adwokacki – były kochanek Elżbiety Siudy (odc. 11)
- 1995: Akwarium – pułkownik Nikołaj Krawcow
- 1995: Akwarium, czyli samotność szpiega – pułkownik Nikołaj Krawcow
- 1995: Łagodna – mąż, właściciel lombardu
- 1996: Ekstradycja 2 – Jan Tuwara (odc. 9)
- 1996: Poznań 56 – profesor w wagonie
- 1997: Czas zdrady – Niccolo Machiavelli
- 1997: Szczęśliwego Nowego Jorku – „Profesor”
- 1998: Ekstradycja 3 – Jan Tuwara
- 1999: Egzekutor – Kowalik „Zadzior”
- 1999: Fuks – śledczy
- 1999: Ostatnia misja – komisarz Piotr Sobczak
- 2000: Żółty szalik – bohater
- 2000: To ja, złodziej – Roman Wyskocz
- 2000: Weiser – antykwariusz
- 2001: Przedwiośnie – Seweryn Baryka
- 2001: Tam i z powrotem – Andrzej Hoffman
- 2002: Chopin. Pragnienie miłości – wielki książę Konstanty Pawłowicz
- 2002: Przedwiośnie – Seweryn Baryka (odc. 1–2)
- 2002: Zemsta – Cześnik Maciej Raptusiewicz
- 2005: Pitbull (serial TV) – Zbigniew „Benek” Chyb (odc. 1–5)
- 2005:  Pitbull – Zbigniew „Benek” Chyb
- 2005: Solidarność, Solidarność... – prezes (cz. 10)
- 2005: Zakochany Anioł – kloszard warszawski Lupin
- 2006: Jasminum – brat Zdrówko
- 2007: Ekipa – były premier Henryk Nowasz
- 2009: Mniejsze zło – Mieczysław Nowak
- 2011: Wygrany – Frank Goretzky
- 2011–2012: Bez tajemnic – Gustaw Staroń
- 2013: Układ zamknięty – prokurator Andrzej Kostrzewa
- 2015: Body/Ciało – prokurator
- 2016: Zaćma – ksiądz Cieciorka
- 2016: Konwój – dyrektor Nowacki
- 2017: Najlepszy – Marek Kotański
- 2018: Kamerdyner – Bazyli Miotke
- 2018: Kler – arcybiskup Mordowicz
- 2019: Solid Gold – wysoki oficer CBŚ Nowicki
- 2020: Bez skrupułów (serial TV) – Stefan Nowicki (odc. 1–5)
- 2023: Fuks 2 – oficer Mazur
- 2024: Rojst Millenium – Stefan Jassijej

### Polski dubbing
- 1968: Zaufaj mi Anno – dziennikarz Nasko[26]
- 1968: Pamiętnik pani doktor – Pascal[26]
- 1968: Film z czarującą dziewczyną – Paul Manu[26]
- 1996: Córka d’Artagnana – D’Artagnan[27]
- 1998: Hopkins FBI – Hopkins
- 2002: Planeta skarbów – John Silver

### Spektakle Teatru Telewizji
- 1969: Zamach (reż. Roman Sykała) – Popinot
- 1969: Kochankowie z Nohant (reż. Abdellah Drissi) – Chopin
- 1969: Młodość Jasia Kunefała (reż. Janusz Kłosiński) – Jaś Kunefał
- 1969: Mgła (reż. Maria Kaniewska) – lekarz
- 1971: Toccata (reż. Ireneusz Kanicki) – Adam
- 1973: Pierwszy dzień wolności (reż. Jan Bratkowski) – Karol
- 1977: Oscar (reż. Edward Dziewoński) – Oskar
- 1978: Las (reż. Edward Dziewoński) – Sczastliwcew
- 1980: Igraszki z diabłem (reż. Tadeusz Lis) – diabeł Omnimor
- 1985: Przedstawienie „Hamleta” we wsi Głucha Dolna (reż. Olga Lipińska) – Mate Bukara
- 1985: Zapomniany diabeł (reż. Tadeusz Lis) – diabeł Trepifajksel, później Maciej
- 1986: Mgiełka (reż. Juliusz Janicki) – Milton
- 1987: Opowieści Hollywoodu (reż. Kazimierz Kutz) – Odon von Horvath[28]
- 1988: Ławeczka (reż. Maciej Wojtyszko) – On
- 1988: Teatr czasów Nerona i Seneki (reż. Konstanty Ciciszwili) – Neron
- 1988: Samobójca (rez. Kazimierz Kutz) – Siemion Siemionowicz Podsiekalnikow
- 1990: Kolacja na cztery ręce (reż. Kazimierz Kutz) – Johann Sebastian Bach
- 1994: O przemyślności kobiety niewiernej (reż. Maciej Dutkiewicz) – Giovanni Boccaccio
- 1997: Odbita sława (reż. Janusz Zaorski) – Alfred
- 1997: Mistrz (reż. Agnieszka Lipiec-Wróblewska) – prefekt Herbert
- 1997: Adrianne Lecouvreur (reż. Mariusz Treliński) – Michonet
- 1998: Ksiądz Marek (reż. Krzysztof Nazar) – Kreczetnikow
- 1999: Rozmowy przy wycinaniu lasu (reż. Stanisław Tym) – Bimber
- 1999: Wielka Magia (reż. Maciej Englert) – Otto Marvuglia
- 1999: Brand (reż. Krzysztof Lang) – Brand
- 1999: Płaszcz (reż. Andrzej Domalik) – Gromotrubow
- 1999: Chińska kokaina, czyli sen o Paryżu (reż. Krzysztof Zaleski) – Ametystow
- 1999: Bigda idzie! (reż. Andrzej Wajda) – Mateusz Bigda
- 2000: Piękny Widok (reż. Janusz Kijowski) – Nick
- 2000: Miłość na Madagaskarze (reż. Waldemar Krzystek) – Ritter
- 2000: Simpatico (reż. Mariusz Grzegorzak) – Carter
- 2001: Klub kawalerów (reż. Krystyna Janda) – prezes klubu Sobieniewski,
- 2001: Herbatka u Stalina (reż. Janusz Morgenstern) – Józef Stalin
- 2001: Skiz (reż. Gustaw Holoubek) – Tolo
- 2004: Hamlet (reż. Łukasz Barczyk) – Klaudiusz
- 2006: Norymberga (reż. Waldemar Krzystek) – pułkownik
- 2007: Narty Ojca Świętego (reż. Piotr Cieplak) – ksiądz Kubala
- 2010: W roli Boga (reż. Tomasz Wiszniewski) – dr Jack Klee
- 2011: Boulevard Voltaire (reż. Andrzej Bart) – pan R.
- 2012: Daily Soup (reż Małgorzata Bogajewska) – ojciec
- 2013: Udręka życia (reż. Jan Englert) – Jona
- 2013: Saksofon (reż. Izabella Cywińska) – bohater[29]
- 2013: Trzy razy Fredro. Nikt mnie nie zna (reż. Jan Englert) – lichwiarz Łapka

## Wystawy fotograficzne
- 2002: Wystawa w Galerii Akwarela w Pałacu Młodzieży – Katowice
- 2004: Wystawa w Galerii Sztuki Katarzyny Napiórkowskiej – Warszawa
- 2008: Wystawa pt. „Trochę teatru” w Galerii Sztuki Krystyny Napiórkowskiej – Warszawa
- 2008: Wystawa na X Festiwalu Nauki i Sztuki – Siedlce
- 2008: Wystawa na X Polkowickich Dniach Teatru

## Ordery i odznaczenia
- Krzyż Komandorski z Gwiazdą Orderu Odrodzenia Polski – 2011[30]
- Krzyż Komandorski Orderu Odrodzenia Polski – 2002[31]
- Złoty Krzyż Zasługi – 1974[32]
- Medal Komisji Edukacji Narodowej – 2011[33]
- Złoty Medal „Zasłużony Kulturze Gloria Artis” – 2007[34]

## Nagrody i wyróżnienia
- II Nagroda w kategorii amatorskiej w VIII Ogólnopolskim Konkursie Recytatorskim w Gdańsku – 1961
- „Srebrna Maska” w plebiscycie „Expressu Wieczornego” na najpopularniejszego aktora w roku 1966 – 1967
- Nagroda Ministra Obrony Narodowej I stopnia dla realizatorów i wykonawców ról serialu tv Czterej pancerni i pies – 1967
- tytuł najlepszego aktora teatralnego w sezonie 1967/68 w plebiscycie „Dziennika Łódzkiego” – 1968
- Medal okolicznościowy „Za zasługi dla miasta Koszalina” na V Koszalińskich Spotkaniach Filmowych „Młodzi i Film” – 1975
- Nagroda na IV FPFF w Gdańsku za rolę Józefa Mikuły w filmie Milioner – 1977
- Nagroda na VII FPFF w Gdańsku za pierwszoplanową rolę męską - za rolę Michała Szmańdy w filmie Wahadełko – 1981
- Nagroda Prezesa PRiTV za osiągnięcia aktorskie w Teatrze TV – 1986
- Nagroda „Trybuny Ludu” I stopnia za wybitne osiągnięcia aktorskie, a zwłaszcza za role w sztukach: Ławeczka, Opowieści Hollywoodu i Przedstawienie „Hamleta” we wsi Głucha Dolna – 1987
- „Złoty Ekran” (przyznany przez pismo „Ekran”) w kategorii: Kreacje aktorskie; za rok 1986, w spektaklach tv Myszkin, Mgiełka, Zapomniany diabeł, Przedstawienie „Hamleta” we wsi Głucha Dolna i za rolę w filmie Big Bang – 1987
- „Złoty Ekran” (przyznany przez pismo „Ekran”) w kategorii: za rolę w filmie Big Bang – 1987
- Nagroda Przewodniczącego Komitetu do spraw Radia i Telewizji za kreacje aktorskie w spektaklach Teatru TV ze szczególnym uwzględnieniem Opowieści Hollywoodu i Przedstawienia „Hamleta” we wsi Głucha Dolna – 1987
- Wiktor 1987 - nagroda telewidzów dla najpopularniejszej postaci TVP (za rok 1987) – 1988
- Nagroda tygodnika „Przyjaźń" za kreację aktorską w sztuce Ławeczka Gelmana – 1988
- Nagroda Ministra Kultury i Sztuki II stopnia za wybitne kreacje aktorskie w teatrze, filmie i telewizji – 1989
- Nagroda na FPFF w Gdańsku-Gdyni za pierwszoplanowe role męskie w Przesłuchaniu i Ucieczce z kina Wolność – 1990
- „Złota Kaczka” w kategorii: najlepszy polski aktor za rok 1989, za rolę Kąpielowego w filmie Przesłuchanie – 1990
- „Złota Kaczka” w kategorii: najlepszy polski aktor za rok 1990 – 1991
- Nagroda Przewodniczącego Komitetu Kinematografii za twórczość filmową w dziedzinie filmu fabularnego, rolę w filmie Ucieczka z kina Wolność – 1991
- Nagroda na XVII FPFF w Gdyni za drugoplanową rolę męską w filmach Szwadron i Kiedy rozum śpi - 1992
- Główna Nagroda Aktorska na XXXIII Kaliskich Spotkaniach Teatralnych za rolę Roberta w Nawróconym w Jaffie w Teatrze Polskim w Poznaniu – 1993
- Super Wiktor za całokształt twórczości telewizyjnej – 1994
- Nagroda na MFF Fantastycznych w Burgos za rolę męską w filmie Ucieczka z kina Wolność – 1994
- Srebrny As – 1994
- Wiktor 1994 – 1995
- nagroda na XXXV Kaliskich Spotkaniach Teatralnych za rolę Koczkariewa w Ożenku w Teatrze Powszechnym – 1995
- I miejsce w plebiscycie publiczności na najlepszego aktora XXXIV Rzeszowskich Spotkań Teatralnych – 1995
- „Złoty Wawrzyn Grzymały”, nagroda Bydgoskiego Towarzystwa Teatralnego – 1995
- nagroda na XXI Opolskich Konfrontacjach Teatralnych za rolę Nosa w Weselu w Teatrze Powszechnym – 1996
- „Złoty Jańcio” - nagroda główna Przeglądu Filmowego „Prowincjonalia” w Słupcy k. Konina za rolę w filmie Łagodna – 1996
- 3. miejsce w ankiecie „Polityki” na najważniejszych aktorów polskich XX wieku – 1998
- Nagroda na XXIV FPFF w Gdyni za drugoplanową rolę męską w filmie Fuks – 1999
- „Feliks Warszawski” za najlepszą rolę męską w spektaklu Swidrygajłow w Teatrze Powszechnym – 2000
- Nagroda Prezesa Canal+ "za wybitną kreację aktorską" i Nagroda Festiwalu Filmowego w Toronto przyznane na XXV FPFF w Gdyni za rolę w filmie Żółty szalik – 2000
- „Jańcio Wodnik”, nagroda na Ogólnopolskim Festiwalu Sztuki Filmowej „Prowincjonalia” we Wrześni za najlepszą rolę męską, rolę w filmie Żółty szalik – 2001
- Grand Prix Festiwalu Teatru Polskiego Radia i Teatru Telewizji Polskiej „Dwa Teatry” w Sopocie, nagroda za rolę tytułową w spektaklu tv Bigda idzie! - 2001
- Orzeł 2001 Polskiej Akademii Filmowej, nagroda za drugoplanową rolę męską w filmie To ja, złodziej – 2001
- „TeleMaska” - nagroda dla najlepszego aktora sezonu w Teatrze TV przyznana w plebiscycie czytelników „Tele Tygodnia” i widzów Teatru TV – 2001
- Wiktor 2000 w kategorii aktor roku – 2001
- II miejsce na XL RST w Rzeszowie w plebiscycie publiczności na najlepszą rolę męską Spotkań - za rolę Onego w przedstawieniu Ławeczka Aleksandra Gelmana – 2001
- 1. miejsce w IX edycji plebiscytu „Złota Piątka Telerzeczypospolitej” gazety „Rzeczpospolita” za rok 2001 – 2002
- Wiktor 2001 w kategorii Najpopularniejszy aktor telewizji – 2002
- Statuetka „Gwiazda Telewizji Polskiej” wręczona z okazji 50-lecia TVP za kreacje aktorskie w filmie i teatrze telewizji – 2002
- „Busola” - nagroda tygodnika „Przegląd” - przyznawana ludziom, którzy dla innych są wzorem do naśladowania i pomagają potrzebującym – 2002
- „Byk Sukcesu”, nagroda miesięcznika „Sukces” – 2003
- Doroczna Nagroda Ministra Kultury w dziedzinie teatru – 2003
- „Kryształowy Granat” na VII Ogólnopolskim Festiwalu Filmów Komediowych w Lubomierzu – 2003
- Grand Prix III Krajowego Festiwalu Teatru Polskiego Radia i Teatru Telewizji Polskiej „Dwa Teatry” w Sopocie za rolę w spektaklu tv Czwarta siostra - 2003
- „Jańcio Wodnik”, nagroda na X Ogólnopolskim Festiwalu Sztuki Filmowej „Prowincjonalia” we Wrześni za najlepszą rolę męską, rolę w filmie Tam i z powrotem – 2003
- „Złote Berło”, wyróżnienie Fundacji Kultury Polskiej za wirtuozerskie kreacje teatralne i filmowe pogłębiające prawdę o człowieku naszych czasów – 2005
- tytuł najlepszego aktora na XI Ogólnopolskim Festiwalu Sztuk Przyjemnych i Nieprzyjemnych w Łodzi za rolę księdza Kubali w Nartach ojca świętego z Teatru Narodowego w Warszawie – 2005
- „Złota Podkowa” na Festiwalu Filmowym „Wakacyjne Kadry” w Cieszynie za najlepszą rolę męską w konkursie filmów fabularnych, za rolę Brata Zdrówko w filmie Jasminum – 2006
- Laureat Złotej Piątki, plebiscytu czytelników „Tele Rzeczpospolitej” – 2006
- Orzeł 2007 Polskiej Akademii Filmowej za rolę Brata Zdrówko w filmie Jasminum – 2007
- Wiktor 2007 w kategorii Najpopularniejszy aktor telewizyjny – 2007
- Grand Prix VII Festiwalu Teatru Polskiego Radia i Teatru Telewizji Polskiej „Dwa Teatry” w Sopocie za rolę w spektaklu tv Norymberga – 2007
- Statuetka „Łódzkiej Eureki” za osiągnięcia w minionym roku – 2008
- „Specjalny Złoty Anioł” na Festiwalu Filmowym TOFIFEST w Toruniu za wkład w sztukę aktorską i niezależność twórczą – 2009
- Grand Prix 10. Festiwalu Teatru Polskiego Radia i Teatru Telewizji „Dwa Teatry” w Sopocie za rolę w spektaklu tv W roli Boga oraz nagroda za wybitne kreacje w Teatrze Polskiego Radia i Teatrze Telewizji – 2010
- Gentleman Roku (2010)
- Orzeł 2010 Polskiej Akademii Filmowej, nagroda za drugoplanową rolę męską w filmie Mniejsze zło – 2010
- Nagroda im. Tadeusza Boya-Żeleńskiego za wybitne osiągnięcia aktorskie na deskach Teatru Narodowego, ze szczególnym uwzględnieniem kreacji w spektaklach Śmierć komiwojażera i Dozorca – 2010
- Nagroda aktorska na 11. Festiwalu Teatru Polskiego Radia i Teatru Telewizji Polskiej „Dwa Teatry” w Sopocie za rolę w spektaklu tv Boulevard Voltaire – 2011
- „Kryształowy Dzik” na Festiwalu Reżyserii Filmowej w Świdnicy za twórczą współpracę aktora z reżyserem – 2012
- „Wielki Ukłon”, nagroda na Międzynarodowym Festiwalu Kina Autorskiego „Quest Europe” w Zielonej Górze za dogłębne zawładnięcie zbiorową wyobraźnią – 2012
- „Kryształowe Zwierciadło” – 2014
- „Diament Trójki” - nagroda specjalna przyznana przez Program 3 Polskiego Radia – 2015
- „Platynowy Szczeniak” za wybitne osiągnięcia w aktorstwie filmowym na 4. Festiwalu Aktorstwa Filmowego im. Tadeusza Szymkowa we Wrocławiu – 2015
- Nagroda na Międzynarodowym Festiwalu Filmowym „Kino pavasaris” w Wilnie dla najlepszego aktora w konkursie Baltic Gaze, rola w filmie Body/Ciało – 2015
- nagroda na Valleta Film Festiwal dla najlepszego aktora za rolę w filmie Body/Ciało – 2015
- Nagroda na Międzynarodowym Festiwalu Kina Niezależnego „Off Camera” w Krakowie dla najlepszego aktora w Konkursie Polskich Filmów Fabularnych, rola w filmie Body/Ciało – 2015
- Diamentowe Lwy (nagroda w plebiscycie publiczności 40. edycji FPFF w Gdyni) dla najlepszego aktora 40-lecia, za role w filmach Przesłuchanie, Milioner, Ucieczka z kina Wolność – 2015[2]
- Nagroda na 40. FPFF w Gdyni za główną rolę męską w filmie Body/Ciało – 2015
- Orzeł 2016 Polskiej Akademii Filmowej, Nagroda za Osiągnięcia Życia – 2016[35]
- Nagroda im. Cypriana Kamila Norwida w kategorii Teatr, za monodram Msza za miasto Arras – 2016
- Orzeł 2016 Polskiej Akademii Filmowej, nagroda za główną rolę męską w filmie Body/Ciało – 2016[36]
- Nagroda na 31. Tarnowskiej Nagrodzie Filmowej za całokształt i wkład w polską kinematografię – 2017
- „Złoty Glan”, nagroda kina Charlie w Łodzi dla twórcy niezależnego z uporem przeciwstawiającego się modom i trendom dominującym w kulturze popularnej, przyznana podczas 22. Forum Kina Europejskiego „Cinergia” w Łodzi – 2017
- Nagroda Specjalna Stowarzyszenia Autorów Zdjęć Filmowych (PSC) – 2018
- MOCART - nagroda Radia RMF Classic - Człowiek Roku – 2018
- Nagroda 100-lecia Stowarzyszenia Autorów ZAiKS – 2018[37]
- „Gong Danutki” za kunszt sztuki aktorskiej na 1. Festiwalu „Śleboda/Danutka” w Lublinie – 2019
- Orzeł 2019 Polskiej Akademii Filmowej, nagroda za drugoplanową rolę męską w filmie Kler – 2019
- tytuł „Aktora NieZwykłego” na Festiwalu Filmów - Spotkań Niezwykłych w Sandomierzu – 2020
- „Orzeł” stulecia „Rzeczypospolitej” w kategorii: Film i Teatr – 2021
- Nagroda „Gustaw” przyznana przez Związek Artystów Scen Polskich za wybitne dokonania w dziedzinie sztuki aktorskiej oraz za zasługi dla środowiska teatralnego i promocję polskiej kultury – 2021
- Modjeska Prize przyznana przez Helena Modjeska Art and Culture Club w Los Angeles – 2024

Źródło:.